# Picunchenops spelaeus
Genre
Espèce
Picunchenops spelaeus, unique représentant du genre Picunchenops, est une espèce d'opilions laniatores de la famille des Triaenonychidae.

## Distribution
Cette espèce est endémique de la province de Neuquén en Argentine. Elle se rencontre dans les grottes du sistema Cuchillo Curá.

## Description
Le mâle holotype mesure 1,98 mm et la femelle paratype 1,73 mm. Cet opilion troglobie est anophtalme et dépigmenté.

## Publication originale
- Maury, 1988 : « Triaenonychidae sudamericanos V. Un nuevo genero de opiliones cavernicolas de la Patagonia (Opiliones, Laniatores). » Mémoires de Biospéologie, vol. 15, p. 117–131.